# Maya Pixelskaya
Maya García, más conocida por su seudónimo Maya Pixelskaya (Madrid, 1985), es una presentadora de televisión, celebridad de internet, dibujante, experta en videojuegos y podcaster española, conductora de la quinta temporada de El condensador de fluzo programa sobre historia universal emitido por La 2 de TVE.
Graduada en comunicación audiovisual en la Universidad Complutense de Madrid, Pixelaskaya realizó un curso en animación 2D y participó en la película de animación Arrugas, de 2011, ganadora de dos premios Goya.
Fue presentadora en distintos espacios sobre videojuegos y desde 2020 fue colaboradora comentando noticias de tecnología y ciencia en Zapeando, programa televisivo de La Sexta.
También conduce el pódcast Gente muerta en la plataforma Podimo, donde analiza personajes de la historia y el arte junto a invitados especializados y humoristas, programa que fue nominado a Mejor Videopodcast en los Premios Ondas Globales del Podcast.
En 2025 condujo la quinta temporada de El condensador de fluzo, programa televisivo semanal dedicado a la historia.